# Fjälldunört
Fjälldunört (Epilobium hornemannii) är en växtart i familjen dunörtsväxter. Den trivs på fuktiga platser och växer bland annat ofta vid bäckar eller källor.

## Utbredning
Fjälldunörten är utbredd på norra halvklotet, geografisk uppdelad i flera splittrade områden. Den förekommer i Europa på Island och på norra Skandinaviska halvön. För övrigt förekommer den i Uralbergen, i norra Japan, på Sachalin, Kurilerna, Kamtjatkahalvön och Aleuterna, delar av norra Nordamerika och på södra Grönland. 

## Etymologi
Fjälldunörten har fått sitt artepitet, hornemannii, efter Jens Wilken Hornemann, en dansk botanist som levde 1770-1841. Andra namn som getts denna växt är bland annat fjällduna, fjällmjölke och Hornemanns dunört.